# Гамот (национальный парк)
Гамот (англ. Ghamot National Park) — национальный парк в округе Нилум, на востоке пакистанской части Кашмира.

## Фауна
В парке встречаются следующие виды животных: снежные и обычные леопарды, гималайские горные козлы, кабарга, чёрные медведи, бурые медведи, лисицы, харза, циветты, кашмирские сурки, летяги, фазаны, улары, куропатки и снежные грифы.